# Wilanów (województwo lubuskie)
Wilanów – osada w Polsce położona w województwie lubuskim, w powiecie strzelecko-drezdeneckim, w gminie Strzelce Krajeńskie. Miejscowość wchodzi w skład sołectwa Wielisławice. W Wilanowie znajduje się też najstarsze drzewo (dąb) w powiecie strzelecko-drezdeneckim.
W latach 1975–1998 miejscowość należała administracyjnie do województwa gorzowskiego.